# Триатлон на Летњим олимпијским играма 2008.
Триатлон на Летњим олимпијским играма 2008. у Пекингу је одржан 18. августа у женској и 19. августа у мушкој конкуренцији. 
Сваки такмичар је прво пливао 1.500 метара, затим возио бицикл 40 км, а завршио је са трчањем на 10 км. Такмичење у друмској вожњи бицикла одржано је у шест кругова, сваки по 6,66 км, а у трчању четири круга по 2,5 км. Такмичари којег је водећи стигао на стази за цео круг били су искључени из такмичења.

## Распорд такмичења
| Дисциплина           | Датум      | Време старта |
| -------------------- | ---------- | ------------ |
| Триатлон за жене     | 18. август | 10:00        |
| Триатлон за мушкарце | 19. август | 10:00        |

## Земље учеснице
У триатлону је учествовало 110 такмичара (55 мушкараца и 55 жена) из 37 земаља. У мушкој конкуренцији били су представници из 31 земље, а код жена из 30 земаља:
| - Аустралија (5) (2 муш. 3 жен.) - Аустрија (4) (1 муш. 3 жен.) - Белгија (2) (2 муш. 0 жен.) - Бермуди 1(0 муш. 1 жен.) - Бразил (3) (2 муш. 1 жен.) - Канада (6) (3 муш. 3 жен.) - Чиле (1) (0 муш. 1 жен.) - Кина (3) (1 муш. 2 жен.) - Чешка (3) (1 муш. 2 жен.) - Данска (1) (1 муш. 0 жен.) - Естонија 1 (1 муш. 0 жен.) - Француска (5) (3 муш. 2 жрн.) - Немачка (6) (3 муш. 3 жен.) - Уједињено Краљевство (5) (3 муш. 2 жрн.) - Грчка (1) (0 муш. 1 жен.)) - Хонгконг (2) (1 муш. 1 жен:) - Мађарска (2) (1 муш. 1 жен:) - Ирска (1) (0 муш. 1 жен.)) - Италија (4) (2 муш. 2 жен.) |  | - Јапан (5) (2 муш. 3 жен.) - Казахстан (1) (1 муш. 0 жен.) - Луксембург (2) (1 муш. 1 жен:) - Мексико (2) (1 муш. 1 жен:) - Холандија (2) (1 муш. 1 жен:) - Нови Зеланд (6) (3 муш. 3 жен.) - Пољска (3) (1 муш. 2 жен.) - Португалија (3) (2 муш. 1 жен.) - Русија (5) (3 муш. 2 жрн.) - Словачка (1) (1 муш. 0 жен.) - Јужноафричка Република (2) (0 муш. 2 жен.) - Шпанија (4) (2 муш. 2 жен.) - Шведска (1) (0 муш. 1 жен.) - Швајцарска (6) (3 муш. 3 жен.) - Сирија (1) (1 муш. 0 жен.) - Украјина (3) (2 муш. 1 жен.) - Сједињене Америчке Државе (6) (3 муш. 3 жен.) - Зимбабве (1) (1 муш. 0 жен.) |

## Освајачи медаља
| Дисциплина      | Злато                     | Сребро                         | Бронза                      |
| --------------- | ------------------------- | ------------------------------ | --------------------------- |
| Мушкарци детаљи | Јан Фродено · Немачка     | Симон Вајтфилд · Канада        | Беван Дочерти · Нови Зеланд |
| Жене детаљи     | Ема Сноусвил · Аустралија | Ванеса Фернандез · Португалија | Ема Мофлат · Аустралија     |

## Биланс медаља
| Ранг       | Држава      | Злато | Сребро | Бронза | Укупно |
| 1          | Аустралија  | 1     | 0      | 1      | 2      |
| 2          | Немачка     | 1     | 0      | 0      | 1      |
| 3          | Канада      | 0     | 1      | 0      | 1      |
| 3          | Португал    | 0     | 1      | 0      | 1      |
| 5          | Нови Зеланд | 0     | 0      | 1      | 1      |
| Укупно (5) | Укупно (5)  | 2     | 2      | 2      | 6      |

## Резултати
- Резултати триатлона на ОИ